# Gina Feistel
Gina Feistel (* 25. Januar 2003) ist eine deutsch-polnische Tennisspielerin.

## Karriere
Feistel spielt bislang vor allem auf der ITF Women’s World Tennis Tour, wo sie bislang drei Titel im Einzel und zwei im Doppel gewann.
2017 wurde sie hessische Meisterin der U14 und 2021 holte sie den Titel bei den U18.
2022 erhielt sie im Juli eine Wildcard für das Hauptfeld des mit 25.000 US-Dollar dotierten Tennis International Darmstadt, wo sie aber bereits in der ersten Runde gegen Antonia Ružić mit 3:6 und 3:6 verlor. Im August erreichte sie als Qualifikantin das Hauptfeld der mit ebenfalls 25.000 US-Dollar dotierten BTHC Women’s Open in Braunschweig, wo sie mit einem Erstrundensieg über Angelina Wirges erst in der zweiten Runde gegen die topgesetzte Lea Bošković mit 3:6 und 6:75 verlor. Im Oktober erreichte sie zusammen mit Partnerin Feryel Ben Hassen in Monastir ihr erstes ITF-Finale im Doppel.
2023 erhielt sie im Juli eine Wildcard für die Qualifikation zum Hauptfeld im Dameneinzel der Polish Open, ihrem ersten Turnier der WTA Tour. Mit einem 2:6, 6:3 und 6:4 Sieg über ihre Landsfrau Urszula Radwańska konnte sie in die zweite Runde vorrücken, wo sie dann allerdings Noma Noha Akugue mit 1:6, 7:63 und 5:7 unterlag.
In der polnischen Superliga Tenis 2023 trat sie für den WKS Grunwald Poznań an.
 College Tennis 
Seit 2023 spielt Feistel für die Belmont Bruins der Belmont University.

## Turniersiege

### Einzel
| Nr. | Datum           | Turnier  | Kategorie | Belag     | Finalgegnerin | Ergebnis       |
| --- | --------------- | -------- | --------- | --------- | ------------- | -------------- |
| 1.  | 8. Oktober 2023 | Monastir | ITF W15   | Hartplatz | Oana Gavrilă  | 6:1, 6:4       |
| 2.  | 21. April 2024  | Telde    | ITF W15   | Sand      | Emily Seibold | 6:3, 2:6, 7:64 |
| 3.  | 30. Juni 2024   | Klosters | ITF W35   | Sand      | Jenny Dürst   | 6:79, 6:2, 6:1 |

### Doppel
| Nr. | Datum              | Turnier  | Kategorie | Belag     | Partnerin    | Finalgegnerin                      | Ergebnis         |
| --- | ------------------ | -------- | --------- | --------- | ------------ | ---------------------------------- | ---------------- |
| 1.  | 30. September 2023 | Monastir | ITF W15   | Hartplatz | Laura Böhner | Georgia Gulin Camilla Zanolini     | 7:5, 6:0         |
| 2.  | 30. März 2024      | Monastir | ITF W15   | Hartplatz | Selina Dal   | Yasmine Mansouri Elena Milovanović | 3:6, 6:4, [10:1] |

## Persönliches
Ihre Mutter Magdalena Feistel war ebenfalls professionelle Tennisspielerin.